# After the Afterparty
After the Afterparty è un brano musicale della cantante britannica Charli XCX, per il download digitale dal 28 ottobre 2016. Il brano è eseguito in accoppiata con il rapper statunitense Lil Yachty ed è stato  pubblicato come primo singolo estratto dal suo terzo album, poi scartato dall'etichetta discografica.